# El Plan, delstaten Mexiko
El Plan är en ort i Mexiko, tillhörande kommunen Almoloya de Juárez i den västra delen av delstaten Mexiko, i den centrala delen av landet. Orten hade 1 083 invånare vid folkräkningen 2010.